# Buriville
Buriville ist eine französische Gemeinde mit 71 Einwohnern (Stand 1. Januar 2022) im Département Meurthe-et-Moselle in der Region Grand Est (vor 2016 Lothringen). Sie gehört zum Arrondissement Lunéville und zum Kanton Baccarat (bis 2015 zum Kanton Blâmont). Seine Bewohner nennen sich Burivillois(es).

## Geografie
Die Gemeinde liegt etwa 42 Kilometer südöstlich von Nancy im Südosten des Départements Meurthe-et-Moselle. Die Gemeinde ist weitflächig vom Waldgebiet Bois du Ban de la Rivière bedeckt. Nachbargemeinden sind Fréménil im Norden, Ogéviller im Nordosten und Osten, Réclonville im Osten, Hablainville im Südosten und Süden, Flin im Süden und Südwesten, Saint-Clément im Westen sowie Bénaménil im Nordwesten.

## Geschichte
Der Ort wird 1111 unter dem Namen Burivilla erstmals in einem Dokument erwähnt. Buriville unterstand der Vogtei Vic und gehörte historisch zur Provinz Trois-Évêchés (Drei Bistümer), die faktisch 1552 an Frankreich fiel. Bis zur Französischen Revolution lag die Gemeinde dann im Grand-gouvernement de Lorraine-et-Barrois. Von 1793 bis 1801 war die Gemeinde dem Distrikt Lunéville und dem Kanton La Neuveville aux Bois zugeteilt. Seit 1801 ist Buriville zudem dem Arrondissement Lunéville zugeordnet. Von 1801 bis 2015 lag die Gemeinde innerhalb des Kantons Blâmont und ist seither Teil des Kantons Baccarat. Die Gemeinde lag bis 1871 im alten Département Meurt(h)e. Seither bildet sie einen Teil des Départements Meurthe-et-Moselle.

## Bevölkerungsentwicklung
| Jahr                      | 1793 | 1841 | 1911 | 1921 | 1962 | 1968 | 1975 | 1982 | 1990 | 1999 | 2007 | 2015 |
| Einwohner                 | 128  | 191  | 136  | 106  | 57   | 54   | 45   | 44   | 47   | 40   | 65   | 72   |
| Quelle: Cassini und INSEE |      |      |      |      |      |      |      |      |      |      |      |      |

## Verkehr
Buriville liegt nahe der Bahnstrecke von Lunéville nach Saint-Dié-des-Vosges. In der Nachbargemeinde Azerailles und in Flin (Ménil-Flin) sind die nächstgelegenen Haltestellen. Unweit der Gemeinde führt die N59 mit einem Teilanschluss Richtung Lunéville in Azerailles und einem Vollanschluss in Saint-Clément vorbei. Für den regionalen Verkehr ist die D164 wichtig, die durch das Dorf führt.

## Sehenswürdigkeiten
- Dorfkirche Saint-Basle aus dem 18. Jahrhundert
- Gedenkplatte für die Gefallenen[2]

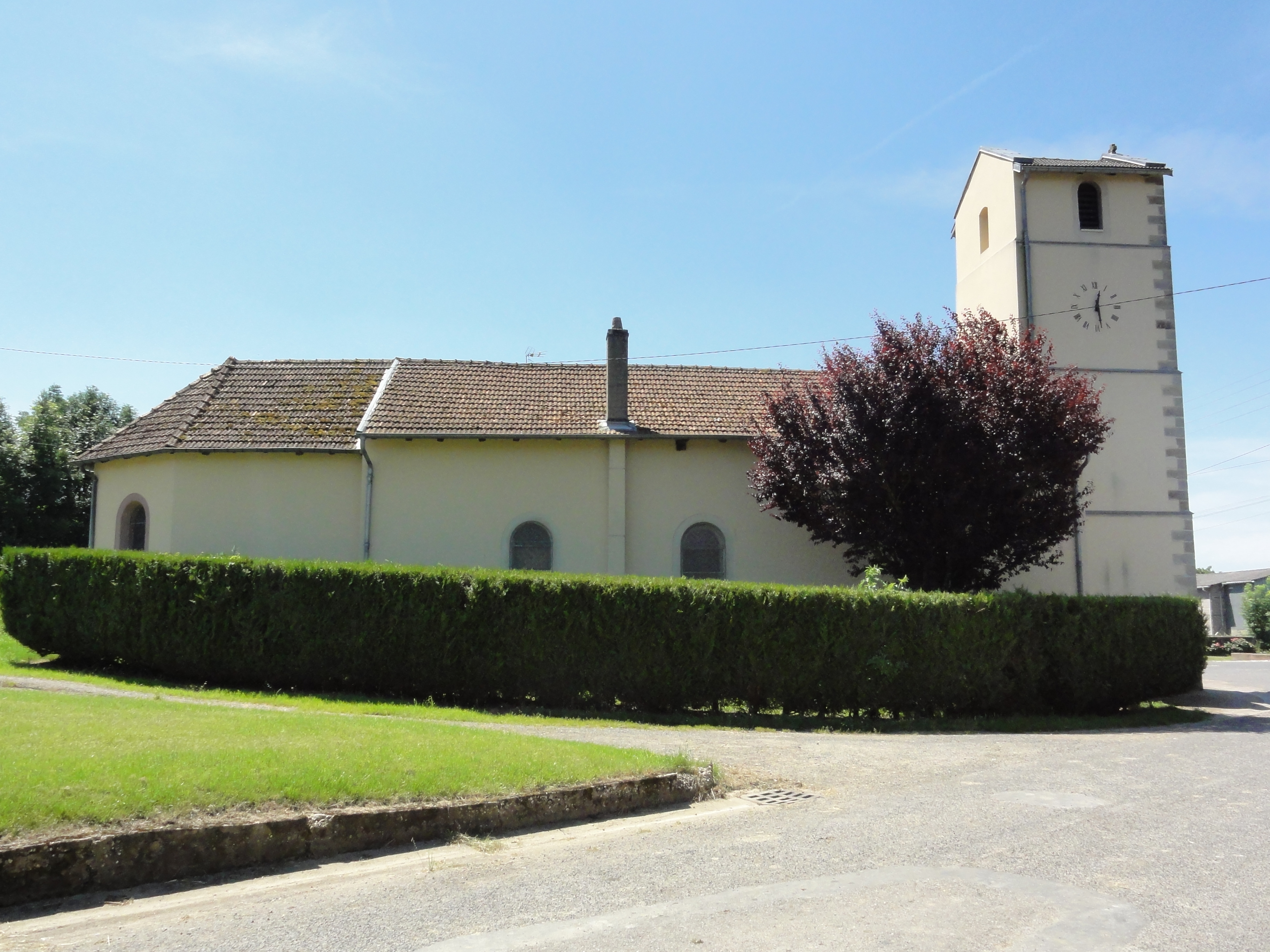
Dorfkirche Saint-Basle
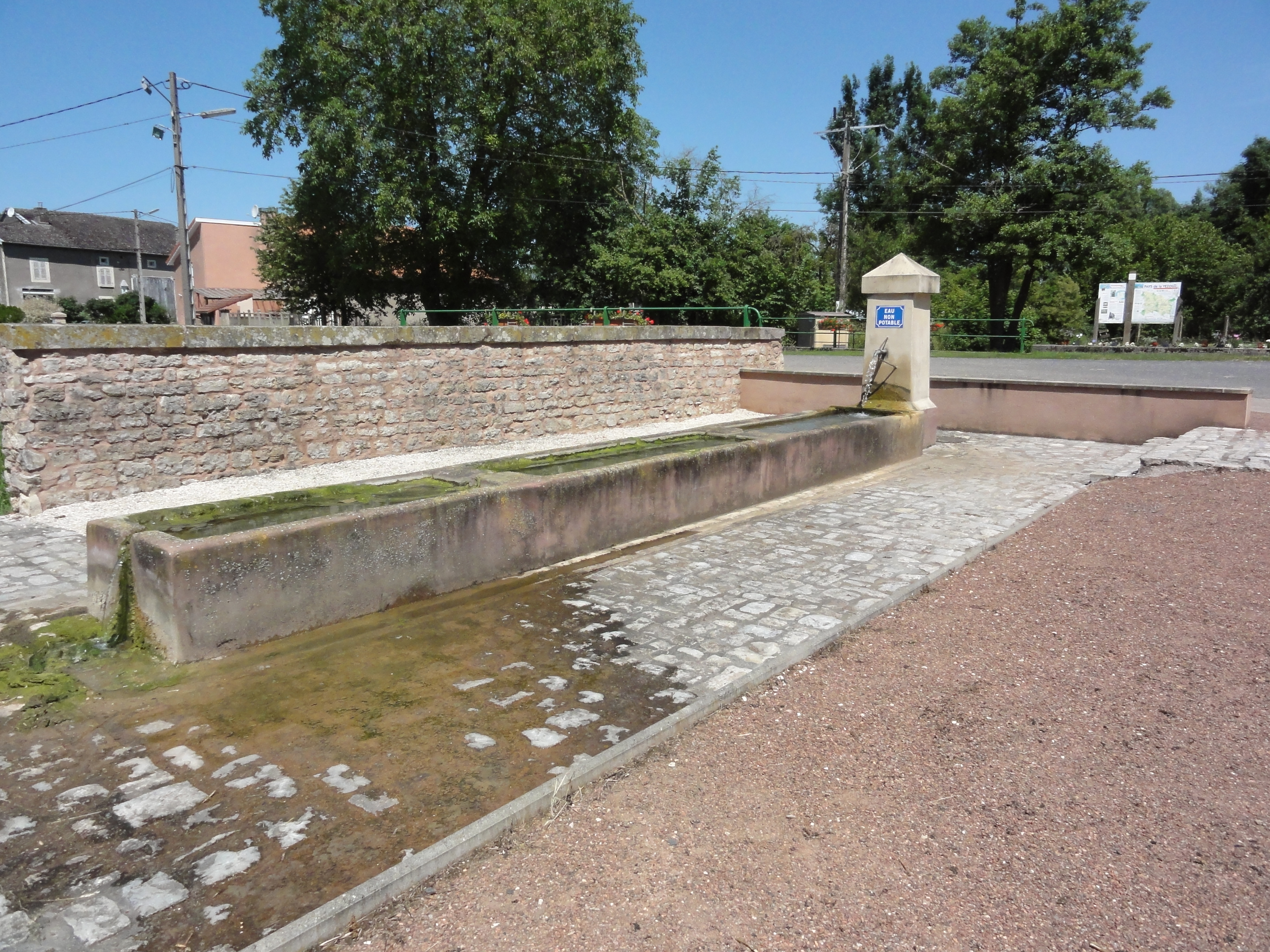
Einer der Dorfbrunnen
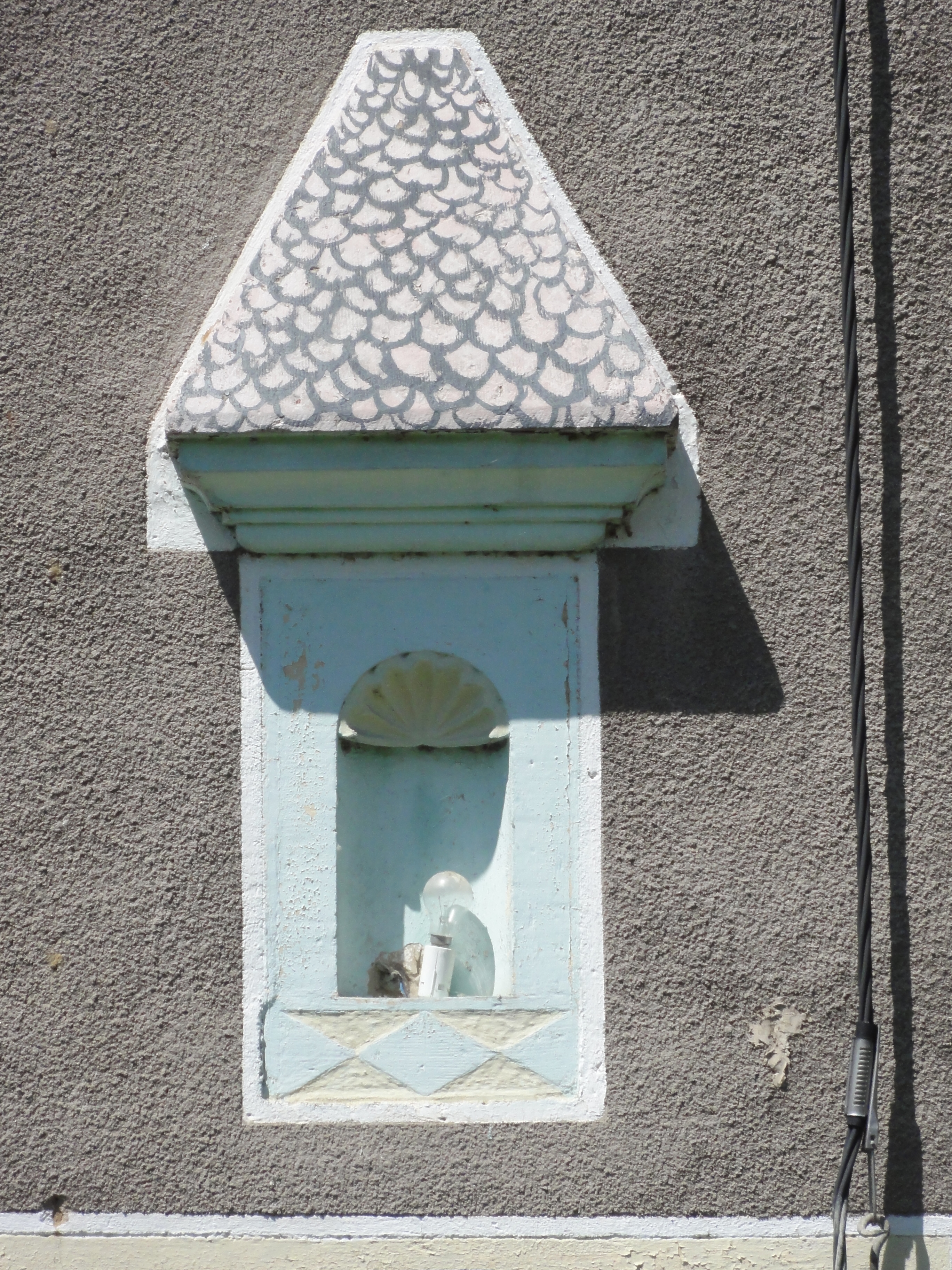
Detail eines Türportals